# Atheyna Bylon
Atheyna Bylon (n. 6 aprilie 1989, Ciudad de Panamá, Panama) este o boxeră ce a reprezentat Panama, medaliată olimpică. A participat la 3 ediții ale Jocurilor Olimpice (2016, 2020, 2024) în care a câștigat o medalie de argint.